# Deer Lodge
La ville de Deer Lodge est le siège du comté de Powell, dans l’État du Montana, aux États-Unis. Sa population s’élevait à 3 111 habitants lors du recensement de 2010, estimée à 2 994 habitants en 2016.